# Farbaute
Farbaute (”den som slår häftigt”) var en storm/åskjätte i nordisk mytologi. Han var gift med Laufey och far till Loke, Byleist och Helblinde.